# Houstonia spellenbergii
Houstonia spellenbergii  là một loài thực vật có hoa trong họ Thiến thảo. Loài này được (G.L.Nesom & Vorobik) Terrell mô tả khoa học đầu tiên năm 1991.